# Championnat des Émirats arabes unis de football 2010-2011
Navigation
Saison précédente Saison suivante
La saison 2010-2011 du Championnat des Émirats arabes unis de football est la trente-septième édition du championnat national de première division aux Émirats arabes unis. Les douze meilleures équipes du pays sont regroupées au sein d'une poule unique où elles s'affrontent deux fois au cours de la saison, à domicile et à l'extérieur. À la fin du championnat, les deux derniers du classement sont relégués et remplacés par les deux meilleurs clubs de deuxième division.
C'est l'Al Jazira Club qui remporte la compétition, après avoir terminé en tête du classement du championnat, avec douze points d'avance sur Bani Yas Club et dix-huit sur Al Nasr Dubaï. C'est le tout premier titre de champion des Émirats arabes unis de l'histoire du club, qui réussit même le doublé en battant largement (4-0) Al-Wahda Club en finale de la Coupe des Émirats arabes unis.

## Les clubs participants
| - Dubaï Club - Promu de D2 - Al-Wahda Club - Bani Yas Club - Al Ain Club - Al Ahly Dubaï - Kalba Union - Promu de D2 | - Sharjah SC - Al Jazira Club - Al Nasr Dubaï - Al Shabab Dubaï - Al Wasl Dubaï - Al Dhafra |

## Compétition

### Classement
Le classement est établi sur le barème de points classique (victoire à 3 points, match nul à 1, défaite à 0).
| Rang | Équipe             | Pts | J  | G  | N | P  | Bp | Bc | Diff |
| ---- | ------------------ | --- | -- | -- | - | -- | -- | -- | ---- |
| 1    | Al Jazira Club (C) | 53  | 22 | 16 | 5 | 1  | 64 | 27 | +37  |
| 2    | Bani Yas Club      | 41  | 22 | 12 | 5 | 5  | 38 | 24 | +14  |
| 3    | Al Nasr Dubaï      | 35  | 22 | 10 | 5 | 7  | 34 | 30 | +4   |
| 4    | Al Shabab Dubaï    | 34  | 22 | 9  | 7 | 6  | 42 | 32 | +10  |
| 5    | Al-Wahda Club (T)  | 31  | 22 | 8  | 7 | 7  | 44 | 31 | +13  |
| 6    | Al Wasl Dubaï      | 31  | 22 | 9  | 4 | 9  | 31 | 36 | -5   |
| 7    | Sharjah SC         | 30  | 22 | 8  | 6 | 8  | 30 | 34 | -4   |
| 8    | Al Ahly Dubaï      | 27  | 22 | 7  | 6 | 9  | 30 | 42 | -12  |
| 9    | Dubai Club (P)     | 26  | 22 | 8  | 2 | 12 | 33 | 48 | -15  |
| 10   | Al Ain Club        | 25  | 22 | 6  | 7 | 9  | 33 | 35 | -2   |
| 11   | Kalba Union (P)    | 20  | 22 | 6  | 2 | 14 | 39 | 56 | -17  |
| 12   | Al Dhafra          | 13  | 22 | 3  | 4 | 15 | 27 | 50 | -23  |

| Légende : Qualifications et relégations | Légende : Qualifications et relégations                                                               |
| --------------------------------------- | --- |
|                                         | Qualification pour la Ligue des champions de l'AFC 2012 (Phase de groupes)                            |
|                                         | Qualification pour la Ligue des champions de l'AFC 2012 (Tour préliminaire)                           |
|                                         | Qualification pour la Coupe des clubs champions du golfe Persique 2012                                |
|                                         | Relégation en deuxième division                                                                       |
|                                         | (T) : Tenant du titre 2009-2010 (P) : Promu de D2 (C) : Vainqueur de la Coupe des Émirats arabes unis |

### Matchs
| Résultats (▼dom., ►ext.) | ALI | AIN | KAL | JAZ | NAS | SHA | WAH | ALW | BAN | DHA | DUB | SHR |
| Al Ahly Dubaï            |     | 0-4 | 2-2 | 2-2 | 1-1 | 1-3 | 0-2 | 4-1 | 1-0 | 0-0 | 3-1 | 2-1 |
| Al Ain Club              | 1-2 |     | 1-4 | 4-1 | 1-2 | 1-1 | 2-0 | 0-0 | 1-1 | 1-1 | 4-3 | 1-1 |
| Kalba Union              | 2-2 | 4-3 |     | 3-4 | 1-2 | 2-1 | 5-3 | 2-3 | 2-1 | 1-3 | 0-1 | 0-3 |
| Al Jazira Club           | 5-1 | 4-0 | 5-2 |     | 3-0 | 3-3 | 0-0 | 3-1 | 4-0 | 5-3 | 4-2 | 3-0 |
| Al Nasr Dubaï            | 4-0 | 0-3 | 2-0 | 1-2 |     | 3-2 | 1-3 | 1-0 | 1-0 | 1-1 | 1-1 | 1-2 |
| Al Shabab Dubaï          | 2-2 | 3-0 | 4-1 | 0-2 | 2-2 |     | 1-1 | 0-4 | 0-1 | 4-0 | 2-0 | 1-1 |
| Al-Wahda Club            | 1-2 | 0-0 | 3-1 | 2-2 | 2-0 | 5-2 |     | 4-0 | 1-3 | 2-4 | 2-2 | 6-1 |
| Al Wasl Dubaï            | 2-0 | 2-2 | 2-1 | 0-4 | 2-3 | 1-3 | 2-0 |     | 2-1 | 2-1 | 1-0 | 1-2 |
| Bani Yas Club            | 2-1 | 3-0 | 4-2 | 1-1 | 1-0 | 2-2 | 2-1 | 0-0 |     | 2-0 | 2-0 | 1-1 |
| Al Dhafra                | 2-0 | 0-3 | 1-2 | 0-1 | 1-4 | 0-1 | 1-1 | 2-3 | 0-2 |     | 3-5 | 0-1 |
| Dubai Club               | 2-1 | 1-0 | 3-1 | 1-4 | 1-3 | 0-2 | 0-5 | 2-1 | 1-4 | 6-4 |     | 1-0 |
| Sharjah SC               | 2-3 | 2-1 | 3-1 | 1-2 | 1-1 | 0-3 | 0-0 | 1-1 | 3-5 | 1-5 | 1-0 |     |

## Bilan de la saison
| Championnat des Émirats arabes unis de football 2010-2011                        |                                     |
| Champion                                                                         | Al Jazira Club (1er titre)          |
| Coupes et trophées                                                               |                                     |
| Vainqueur de la Coupe des Émirats arabes unis 2010-2011                          | Al Jazira Club                      |
| Qualifications continentales                                                     |                                     |
| Ligue des champions 2012                                                         | Al Jazira Club                      |
| Ligue des champions 2012                                                         | Bani Yas Club                       |
| Ligue des champions 2012                                                         | Al Nasr Dubaï                       |
| Ligue des champions 2012                                                         | Al Shabab Dubaï (Tour préliminaire) |
| Coupe des clubs champions du golfe Persique 2012                                 | Al Wasl Dubaï                       |
| Coupe des clubs champions du golfe Persique 2012                                 | Al-Wahda Club                       |
| Promotions et relégations                                                        |                                     |
| Promus en UAE Football League                                                    | Emirates Club                       |
| Promus en UAE Football League                                                    | Ajman Club                          |
| Relégués en Championnat des Émirats arabes unis de football de deuxième division | Kalba Union                         |
| Relégués en Championnat des Émirats arabes unis de football de deuxième division | Al Dhafra                           |

### Meilleurs buteurs
| Rang | Buteur            | Équipe         | Buts |
| ---- | ----------------- | -------------- | ---- |
| 1    | André Senghor     | Bani Yas Club  | 18   |
| 2    | Ibrahim Diaky     | Al Jazira Club | 12   |
| 3    | Marcelinho        | Sharjah SC     | 12   |
| 4    | Grégory Dufrennes | Kalba Union    | 11   |
| 5    | Baré              | Al Jazira Club | 11   |
| 6    | Boris Landry Kabi | Al Dhafra      | 11   |
| 7    | Pinga             | Al-Wahda Club  | 11   |